# Марини, Карло Мария
Ка́рло Мари́я Мари́ни (итал. Carlo Maria Marini; 13 марта 1667, Рим, Папская область — 16 января 1747, Генуя, Генуэзская республика) — итальянский куриальный кардинал. Магистр Папской Палаты с 15 апреля 1709 по 16 декабря 1715. Префект Священной конгрегации обрядов с 12 июня 1726 по 16 января 1747. Кардинал-дьякон с 29 мая 1715, с титулярной диаконией Санта-Мария-ин-Аквиро с 5 февраля 1716 по 23 июня 1738. Кардинал-дьякон с титулярной диаконией Санти-Вито-Модесто-э-Крешенция с 23 июня 1738 по 15 июля 1739.	Кардинал-дьякон с титулярной диаконией Сант-Агата-ин-Субурра с 15 июля 1739 по 7 августа 1741. Кардинал-дьякон с титулярной диаконией Санта-Мария-ин-Виа-Лата с 7 августа 1741 по 16 января 1747. Кардинал-протодьякон с 3 августа 1741 по 16 января 1747.

## Ранние годы
Родился в 1667 году (по одним данным в Генуе, по другим в Риме) в знатной генуэзской семье. Учился в Туринском университете.
После окончания обучения путешествовал по Европе, затем поселился в Риме. Купил должность клерка при Апостольской Палате (Иннокентий XII позднее признал эту практику незаконной и вернул деньги всем купившим должности, включая Марини). С 1709 года был назначен префектом Дома Его Святейшества.

## Кардинал
29 мая 1715 года папа Климент XI назначил его кардиналом in pectore. 16 декабря того же года о назначении было объявлено открыто, 5 февраля 1716 года Марини получил кардинальскую шапку и звание кардинала-дьякона с титулом Санта-Мария-ин-Аквиро.
Впоследствии трижды менял титул, в 1738 году он получил титул Санти-Вито-Модесто-э-Крешенция, в 1739 — Сант-Агата-деи-Готи, а в 1741 году — Санта-Мария-ин-Виа-Лата.
С 1726 года вплоть до смерти исполнял обязанности кардинала-префекта Священной конгрегации обрядов, с 1741 года — кардинал-протодьякон. Участник конклавов 1724, 1730 и 1740 годов, которые избирали соответственно Бенедикта XIII, Климента XII и Бенедикта XIV. В последние годы жизни пользовался большим влиянием, папа Бенедикт XIV во всём следовал его советам.
Умер 16 января 1747 года в Генуе, похоронен во францисканской церкви Сантиссима Аннунциата.